# Charlton
Charlton ist ein Arbeiterviertel im Royal Borough of Greenwich im Südosten der britischen Hauptstadt London, zu dem ein Teil der Docklands am Fluss Themse gehören. Im Zweiten Weltkrieg erlitt der Ort schwere Schäden. 

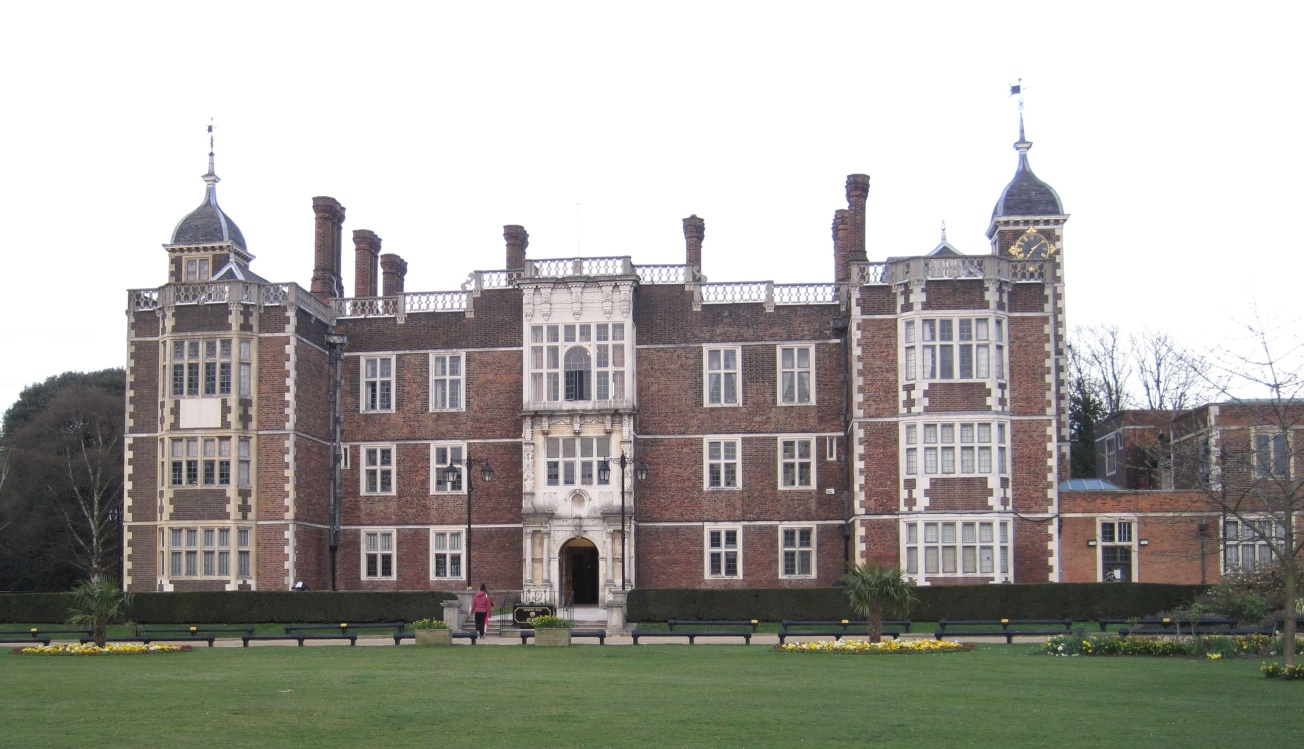
Charlton House

Als Nachbarviertel von Greenwich hat sich Charlton gegenüber anderen Gebieten in Südost-London eher gut entwickelt, jedoch ist Charlton weiterhin eine Gegend mit hohem Kriminalitätsaufkommen und überdurchschnittlich hoher Arbeitslosigkeit. 
Ein sehenswertes Gebäude in Charlton ist das Charlton House, ein Herrenhaus im jakobinischen Stil, erbaut in den Jahren 1607 bis 1612. 
In Charlton ist der in der englischen Football League One spielende Charlton Athletic FC zu Hause.

## Persönlichkeiten
- Henry Oldenburg (* um 1618; † 1677), deutsch-englischer Diplomat und Naturphilosoph, in Charlton gestorben
- Flinders Petrie (1853–1942), britischer Ägyptologe, in Charlton geboren
- Andy Fordham (1962–2021), Dartspieler, in Charlton geboren